# Bilhana
Bilhana Kavi (século XI) foi um poeta da Caxemira. É conhecido por seu poema de amor, "Caurapâñcâśikâ" (em língua portuguesa, "Os cinquenta poemas do ladrão de amor").

## Lenda
Segundo a lenda, o Brâmane Bilhana terá sido contratado como preceptor da princesa Yaminipurnatilaka, filha do rei Madanabhirama. Tendo sucumbido a uma paixão avassaladora, professor e aluna mantiveram um relacionamento proibido. Os amantes foram descobertos e Bilhana lançado à prisão. Enquanto aguardava o seu julgamento, compôs as cinquenta estrofes do poema "Caurapâñcâśikâ", sem saber se seria enviado para o exílio ou condenado a morrer na forca.
Desconhece-se qual a sorte do poeta. Entretanto, o seu poema de amor foi transmitido oralmente por toda a Índia, dele existindo diversas versões, inclusive algumas, no Sul da Índia, em que existe um final feliz. A versão da Caxemira, por exemplo, não especifica qual foi.
O "Caurapâñcâśikâ" foi o primeiro poema hindu a ser traduzido em uma língua européia, o francês, em 1848. Posteriormente conheceu várias outras traduções, entre as quais, as mais notáveis, são as de Sir Edwin Arnold (Londres, 1896) e Edward Powys Mathers (Oxford, 1919), intitulada "Black Marigolds". Esta última versão foi extensivamente anotada por John Steinbeck em "Cannery Row".

## Influências na cultura Pop
- A canção "I Wanted To Love You All" da "The Wings of Fire Orchestra", apresenta breves citações de "Black Marigolds".